# Oso különleges ügynök
Az Oso különleges ügynök (eredeti címe: Special Agent Oso) 2009-től 2012-ig vetített amerikai animációs sorozat, amelynek alkotója Ford Riley. 2009. április 4-én mutatták be a Playhouse Disney blokkban. Azon a napon két epizódot adtak le. Összesen 2 évadot élt meg 60 epizóddal; a sorozat 2012. május 17-én ért véget. Az epizódokat 2019. január 4-ig ismételték. 2021. május 4-én a Disney+-on is elérhetővé vált.
A legtöbb epizód eredeti címe a James Bond-filmek címeit parodizálja.